# Amyridoideae
Amyridoideae je potporodica rutovki. Pripada joj 4 roda.

## Rodovi
1. Cneoridium Hook. fil. (1 sp.)
2. Amyris P. Browne (50 spp.)
3. Stauranthus Liebm. (2 spp.)
4. Megastigma Hook. fil. (6 spp.)